# ダンジネス原子力発電所
ダンジネス原子力発電所（英語: Dungeness nuclear power station）はイギリスのイングランド、サウス・イースト・イングランド、ケント州、シェップウェイのダンジネス岬に存在する原子力発電所。敷地内に建設時期の違うダンジネスA、Bの2施設が建設された。

## ダンジネスA
ダンジネスAは1965年に全国高圧送電網に接続された。2基の原子炉を保有し、それぞれ219MW、合計438MWの電力を生産できた。建設はニュークリア・パワー・グループ('TNPG')として知られる共同事業体によって行われた。原子炉はTNPGが、タービンはパーソンズが供給した。
2006年12月31日にダンジネスA原発は発電を終了した。燃料取り出しは2009年までに完了し、タービンホールは2010年に撤去されて2014年までに中間レベル廃棄物貯蔵庫への置き換えをすることが予定されている。廃棄物貯蔵庫と原子炉建屋は2103年までの管理と維持のための基礎として設置され、最終的な撤去と閉鎖は2111年を見込んでいる。廃炉には12億ポンドが見積もられている。2030年までに廃炉を完了するよう加速させるための代替案が考えられている。

## ダンジネスB
ダンジネスBは2基の615MWの炉を持つ改良型ガス冷却炉(AGR)の発電所で、それぞれ1983年、1985年に運転が開始された。原子炉はより小型のウィンズケールのAGR実証炉「WAGR」を基として設計され、初の商用規模のAGR発電所として建設された。
1965年8月にクロンプトン・パーキンソン、インターナショナル・コンバスチョン、フェアリーエンジニアリング、リチャードソン・ウエストガースの4社の共同事業体である原子力建設(Atomic Power Constructions、APC）と8900万ポンドの建設契約が結ばれた。完成日は1970年に設定された。
建設中、WAGRの拡大において多くの問題に突き当たった。圧力容器ライナーの製造の問題は原子炉と圧力容器の間の空間に収めるボイラーを歪めるような状態にしたために導入できず、ライナーは部分的に解体して再構築されることとなった。この作業の費用は比較的軽くおおよそ20万ポンドであったが、建設中の18ヶ月の余分な非生産的な期間の資金調達の費用は1億ポンドあまりでこちらのほうが大きく、そのうち60%が現場向けであった。600psiに圧せられ、大規模なガスサーキュレータによって原子炉冷却材サイクル周辺で注入される熱せられた二酸化炭素による激しい磨耗に耐えなければならなかったボイラー設計の深刻な問題も発見され、ケーシング、格納庫、配管支持部などもすべて再設計しなければならなかった。これら近代化や遅延期間の予算などの追加費用は共同事業体と支持母体に深刻な資金的問題を生み出し、1969年APCは行政の支援を受けることとなった。
フェアリーとインターナショナル・コンバスチョンに大損害を出させない程度の軽い罰則を行った後、CEGBが事業を引き継ぎ、主建設者として英国原子力設計建設(British Nuclear Design and Construction、BNDC)を任命した。
1971年、A原発でも利用されているマグノックス炉の軟鋼部品の腐食の問題は設計者に懸念を与えた。温度変化に対応しながら伸び縮みによって黒鉛炉心を所定の位置に保つAGRの機械的リンク機構の「拘束連結器」は軟鋼で作られており、同じ腐食を受ける可能性があった。その後の決定によってそれらは新素材からできた部品に置換された。 1972年、ステンレス鋼のボイラー管に熱電対を取り付けるために亜鉛めっきされたワイヤを利用することによる問題が発見された。最大1050℃での管の熱処理中、亜鉛鍍金の亜鉛が管の内部に拡散し脆くなるという問題であった。このとき費用は1億7000万ポンドに上昇していた。1975年までにCEGBは発電所は1977年までに完成せず、費用は2億8000万ポンドに上昇していることを報告している。1979年までに、費用はさらに4億1000万ポンドに上昇していた。1号機は計画された予定から13年遅れ、1983年4月3日に発電を開始した。物価調整後の数字で初期の概算の4倍の6億8500万ポンドの費用がかかった。
A発電所と同様にタービンはパーソンズが製造し、2基の600MWeターボオルタネーターを備えており、最大1200MWeを発電可能で、発電所内で利用する電力を抜いた正味の最大出力は1090MWeであり、原子炉出力は腐食と振動の問題からダウンレートされた。
2005年には、発電開始から35年を迎える2018年の閉所を目標としている。この期限までに稼動期間延長の選択肢を考慮することができるとされている。
2009年3月、B21はメンテナンスのために停止し、深刻な問題が見つかったため原子炉はほぼ18ヶ月間にわたって停止された。2009年11月24日、B22のボイラー別館で小規模な火災が発生し、こちらの原子炉も停止する原因となった。その後B22は数ヶ月間の間、断続的にオフラインとなった。B21は2010年8月に再稼動した。その後B21は2011年にも未計画の停止を行うことになり、修理のため2011年11月から2012年3月まで停止していた。
2018年9月、原子力規制局はダンジネスB原子力発電所の安全性に関する報告を出したが、検査の結果、安全機能を提供するいくつかのシステムに関連する耐震拘束具、配管、貯蔵容器が許容できないほど腐食していることが判明した。この当時はメンテナンスのため原子炉は停止していた。これにより原子力規制局は国際原子力事象評価尺度でレベル2の事故と分類した。
2018年9月からメンテナンスのため原子炉が停止したままだったが、2021年6月7日、EDFエナジーは原子炉内で問題が見つかったため、発電所を閉鎖して廃炉作業を行うと発表した。

## ダンジネスC計画
2009年4月15日、ダンジネスはEDFエナジーが要請した将来の原子力発電所の11箇所の潜在的な場所のリストに含まれていた。政府の2009年11月9日に発表した国家政策声明の草案では環境の問題や海岸の浸食や洪水関連の懸念を理由にダンジネスCの計画は含まれていない。2010年10月、エネルギー・気候変動省の大臣クリス・ヒューンによって、かつて政府が選定した原発設置の11箇所の潜在箇所を8箇所に減らしダンジネスCは除外された。これらの問題から現在は計画は中断されているものの、この決定を再考するように議会に働きかけている地元の保守党下院議員Damien Collinsはいくらかの地元住民に支持されている。

## 高圧直流送電変換所
1961年から1984年、ダンジネス発電所ではイギリス海峡を越えてフランスに電力を送電する海峡横断高圧直流送電向けに交流から直流へ変換するため、静止型インバーターの高圧直流送電変換用の水銀整流器を収容していた。1983年、この施設に換えてSellindgeにより高性能な新型インバーターが設置された。

## 所有
両原発は元々中央電力公社(CEGB)が建設、保有、運営を行っていた。 電気供給産業の民営化と、後の原子力発電産業の部分的民営化に伴い、A原発とB原発はそれぞれ違う組織が所有している。初期型のマグノックス炉のA原発は外郭公共団体の原子力廃止措置機関が所有しており、新型のAGRのB原発はEDFエナジーが所有している。

## 位置
発電所は欧州でも最大の礫浜に立てられており、面積は6km×12km程で、波によって堆積し数1000年かけて形成されたものと考えられる。礫浜の全域はダンジネスの岬の周辺の海による礫の運搬とともにゆっくりと北東方向に動いている。また、特別科学的関心地区(SSSI)の自然保護区に囲まれている。人為的な手を加えない場合、礫浜の砂利は海岸侵食によって毎年推定6m程度波に持ち去られるとされており、礫浜の海からの保全を持続的に維持するため多数の貨物自動車が利用され、おおよそ3万立方メートルの礫が毎年運ばれる。ダンジネスの北岸の堆積は需要のペースを維持できていないと思われる。イースト・サセックスのペットレベルとケント州ハイスの間の海岸に沿って毎年全部で9万立方メートルの礫が運ばれている。これは発電所を含む浜の全域の安全のために必要である。
毎時約1億リットルの冷却水が抽出され、12度ほど過熱されて海に戻される。
発電所と岬の関係は重要である。地史的な岬の始まりは3000年前であり、ペットレベル沖合いの礫の堆積として始まったと考えられる。この証拠から岬の礫は海峡から現在の位置にうちあげられ、拡大していることを示唆している。
また、岬とペットレベル・ハイス間の海岸線は不安定である。ロムニー・マーシュの一地域ウォールランド・マーシュの歴史記録によれば発電所の西部は洪水になったとされている。60年間の間に、何度かの氾濫が起こり内陸のアップルドアや北のニュー・ロムニーから南のライ・ハーバーまでのロサー川の本来の河口などが浸水している。
発電所は平均海面より数メートル上であり、イースト・アングリアやオランダなど広範囲で浸水した1953年の北海大洪水の際には浸水せずに孤立した。推測では1987年のグレート・ストームでは干潮であったため発電所が浸水しなかったとしている。気候変動によってより頻繁に嵐が発生し強いものは大きな波やうねりが起こしうるが、これらは予測されておらず、岬の不安定性を高めるかもしれないとの主張が存在する。

## その他
1971年1月のドクター・フーの057回『The Claws of Axos』で当発電所が利用されている。
近隣の浜辺は2012年のオリンピックトーチの試験点火に利用された。